# Newchurch (Kent)
 (juin 2018).
Si vous disposez d'ouvrages ou d'articles de référence ou si vous connaissez des sites web de qualité traitant du thème abordé ici, merci de compléter l'article en donnant les références utiles à sa vérifiabilité et en les liant à la section « Notes et références ».
Pour les articles homonymes, voir Newchurch.
Newchurch est une localité du sud-est du Royaume-Uni située dans le comté du Kent, district de Folkestone and Hythe. Elle se situe dans le Romney Marsh, 5 km à l'ouest de Dymchurch.